# 스톤월 (1995년 영화)
스톤웰(Stonewall)은 영국에서 제작된 나이젤 핀치 감독의 1995년 드라마, 코미디 영화이다. 길레르모 디아즈 등이 주연으로 출연하였고 루스 케일럽 등이 제작에 참여하였다.

## 출연

### 주연
- 길레르모 디아즈
- 프레드 웰러

### 조연
- 브렌단 코발리스
- 두안 보트
- 브루스 맥비티
- 피터 라트레이
- 드와이트 에벨
- 매튜 페이버

## 제작진
- 원작자: 마틴 두버맨
- 협력프로듀서: 매튜 해밀턴
- 미술: 테레즈 드프레즈
- 의상: 마이클 클런시